# Realizzatori del campionato italiano maschile di pallacanestro

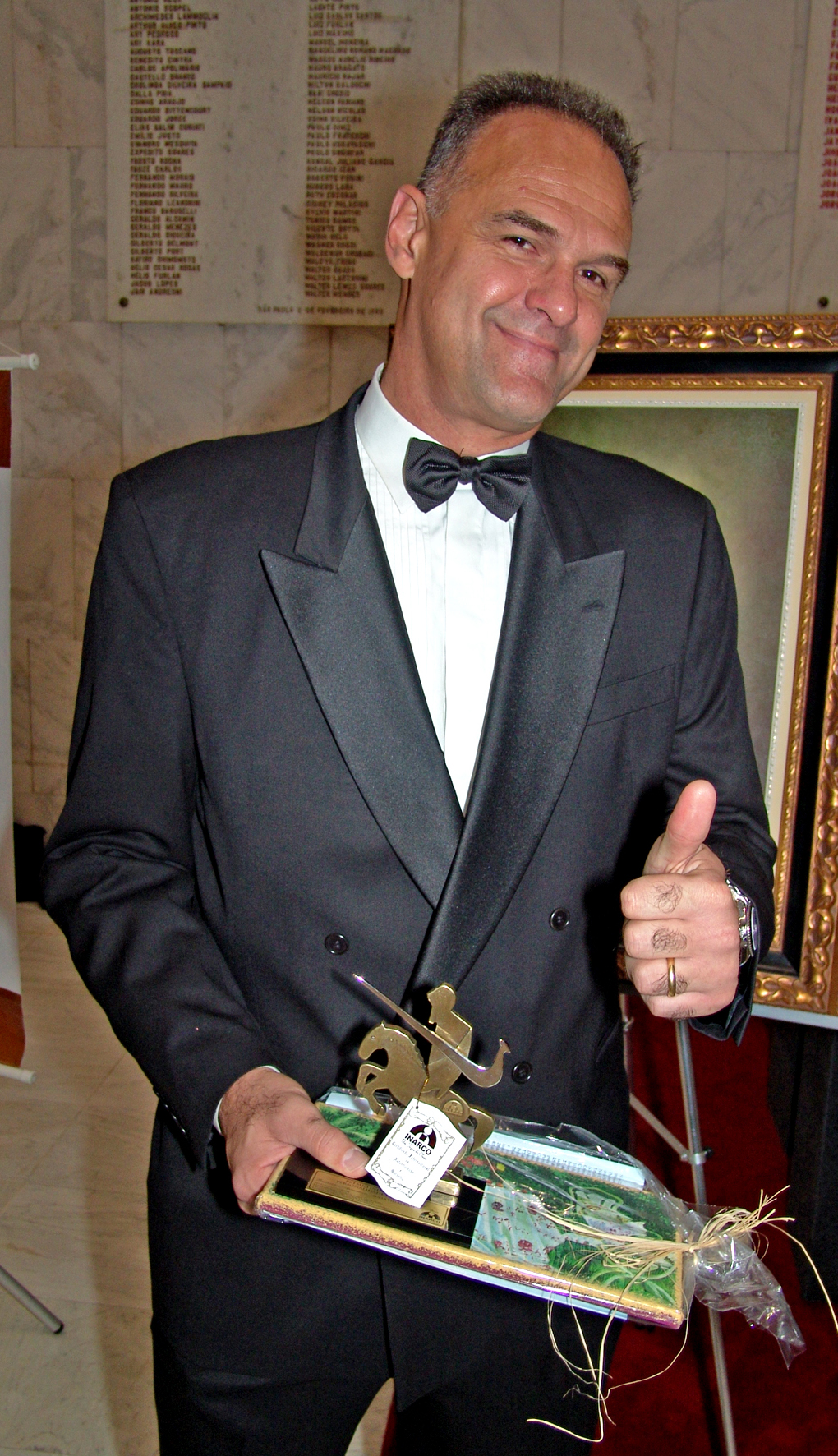
Oscar Schmidt, sette volte miglior realizzatore.

I migliori realizzatori stagionali della massima serie del campionato italiano maschile di pallacanestro sono quei cestisti che hanno segnato il maggior numero di canestri in una stagione regolare o hanno ottenuto la migliore media punti a partita.
Vengono considerati dalla stagione 1948-49, la più antica di cui si hanno a disposizione tutti i dati.

## Albo d'oro

### Maggior numero di punti
Vengono indicati la stagione di riferimento, il numero di squadre partecipanti al campionato, il nome dell'atleta, la squadra di appartenenza e il numero di punti segnati. 
Dalla stagione 1974-75 si prendono in considerazione anche le partite dei play-off. Fino alla stagione 1987-1988 vengono considerati i punti totali, dalla 1988-1989 la media punti/partita.
| Stagione  | Nº squadre | Nome                  | Squadra                    | Punti |
| --------- | ---------- | --------------------- | -------------------------- | ----- |
| 1948-1949 | 12         | Agostino Miliani      | San Giusto Trieste         | 238   |
| 1949-1950 | 14         | Romeo Romanutti       | Borletti Milano            | 378   |
| 1950-1951 | 14         | Sergio Stefanini      | Borletti Milano            | 473   |
| 1951-1952 | 12         | Sergio Stefanini      | Borletti Milano            | 366   |
| 1952-1953 | 12         | Sergio Stefanini      | Borletti Milano            | 416   |
| 1953-1954 | 12         | Sergio Stefanini      | Borletti Milano            | 517   |
| 1954-1955 | 12         | Tonino Zorzi          | Ignis Varese               | 527   |
| 1955-1956 | 12         | Romeo Romanutti       | Borletti Milano            | 496   |
| 1956-1957 | 12         | Tony Vlastelica       | Benelli Pesaro             | 546   |
| 1957-1958 | 12         | Tony Vlastelica       | Oransoda Cantù             | 479   |
| 1958-1959 | 12         | Al Inniss             | Lanco Pesaro               | 508   |
| 1959-1960 | 12         | Nino Cescutti         | Lanco Pesaro               | 531   |
| 1960-1961 | 12         | Paolo Vittori         | Simmenthal Milano          | 509   |
| 1961-1962 | 12         | Nino Cescutti         | Algor Pesaro               | 529   |
| 1962-1963 | 14         | Andrea Toso           | Pallacanestro Treviso      | 628   |
| 1963-1964 | 14         | Gianfranco Lombardi   | Knorr Bologna              | 594   |
| 1964-1965 | 12         | Paolo Vittori         | Simmenthal Milano          | 562   |
| 1965-1966 | 12         | Doug Moe              | Petrarca Padova            | 674   |
| 1966-1967 | 12         | Gianfranco Lombardi   | Candy Bologna              | 552   |
| 1967-1968 | 12         | Trajko Rajković       | Fargas Livorno             | 521   |
| 1968-1969 | 12         | Radivoj Korać         | Boario Padova              | 581   |
| 1969-1970 | 12         | Elnardo Webster       | Splügen Brau Gorizia       | 593   |
| 1970-1971 | 12         | Gary Schull           | Eldorado Bologna           | 540   |
| 1971-1972 | 12         | John Fultz            | Norda Bologna              | 655   |
| 1972-1973 | 14         | Bob Morse             | Ignis Varese               | 824   |
| 1973-1974 | 14         | Bob Morse             | Ignis Varese               | 753   |
| 1974-1975 | 14         | Bob Morse             | Ignis Varese               | 1336  |
| 1975-1976 | 12         | Chuck Jura            | Mobilquattro Milano        | 1198  |
| 1976-1977 | 12         | Chuck Jura            | Xerox Milano               | 1052  |
| 1977-1978 | 12         | Chuck Jura            | Xerox Milano               | 997   |
| 1978-1979 | 14         | Bob Morse             | Emerson Varese             | 885   |
| 1979-1980 | 14         | Bob Morse             | Emerson Varese             | 964   |
| 1980-1981 | 14         | Bob Morse             | Turisanda Varese           | 980   |
| 1981-1982 | 14         | Zam Fredrick          | Sinudyne Bologna           | 988   |
| 1982-1983 | 16         | Kevin Magee           | Cagiva Varese              | 887   |
| 1983-1984 | 16         | Oscar Schmidt         | Indesit Caserta            | 955   |
| 1984-1985 | 16         | Oscar Schmidt         | Indesit Caserta            | 1140  |
| 1985-1986 | 16         | Oscar Schmidt         | Mobilgirgi Caserta         | 1226  |
| 1986-1987 | 16         | Oscar Schmidt         | Mobilgirgi Caserta         | 1316  |
| 1987-1988 | 16         | Dražen Dalipagić      | Hitachi Venezia            | 1417  |
| 1988-1989 | 16         | Oscar Schmidt         | Snaidero Caserta           | 1283  |
| 1989-1990 | 16         | Dan Caldwell          | Viola Reggio Calabria      | 918   |
| 1990-1991 | 16         | J.J. Anderson         | Pallacanestro Firenze      | 865   |
| 1991-1992 | 16         | Oscar Schmidt         | Branca Pavia               | 1120  |
| 1992-1993 | 16         | Mario Boni            | Bialetti Montecatini       | 765   |
| 1993-1994 | 16         | Aleksandar Djordjevic | Recoaro Milano             | 821   |
| 1994-1995 | 14         | Arijan Komazec        | Cagiva Varese              | 1079  |
| 1995-1996 | 14         | Henry Williams        | Benetton Treviso           | 805   |
| 1996-1997 | 14         | Brian Oliver          | Viola Reggio Calabria      | 735   |
| 1997-1998 | 14         | Mike Mitchell         | Cfm Reggio Emilia          | 626   |
| 1998-1999 | 14         | Vincenzo Esposito     | Termal Imola               | 612   |
| 1999-2000 | 16         | Vincenzo Esposito     | Lineltex Imola             | 835   |
| 2000-2001 | 18         | Gianmarco Pozzecco    | Roosters Varese            | 865   |
| 2001-2002 | 19         | Rodney Monroe         | Fabriano Basket            | 757   |
| 2002-2003 | 18         | Boris Gorenc          | Metis Varese               | 761   |
| 2003-2004 | 18         | Charlie Bell          | Mabo Livorno               | 868   |
| 2004-2005 | 18         | Drew Nicholas         | Solidago Livorno           | 753   |
| 2005-2006 | 18         | Lynn Greer            | Carpisa Napoli             | 751   |
| 2006-2007 | 18         | Alvin Young           | Upea Capo d'Orlando        | 667   |
| 2007-2008 | 18         | Morris Finley         | Solsonica Rieti            | 608   |
| 2008-2009 | 16         | Michael Hicks         | Scavolini Pesaro           | 563   |
| 2009-2010 | 16         | Pietro Aradori        | Angelico Biella            | 469   |
| 2010-2011 | 16         | James White           | Dinamo Sassari             | 630   |
| 2011-2012 | 17         | Andre Smith           | Otto Caserta               | 588   |
| 2012-2013 | 16         | Donell Taylor         | Trenkwalder Reggio Emilia  | 574   |
| 2013-2014 | 16         | Drake Diener          | Banco di Sardegna Sassari  | 583   |
| 2014-2015 | 16         | Tony Mitchell         | Dolomiti Energia Trento    | 601   |
| 2015-2016 | 16         | James Nunnally        | Sidigas Avellino           | 553   |
| 2016-2017 | 16         | Marcus Landry         | Germani Basket Brescia     | 587   |
| 2017-2018 | 16         | Jason Rich            | Sidigas Avellino           | 627   |
| 2018-2019 | 16         | Frank Gaines          | Acqua S.Bernardo Cantù     | 609   |
| 2019-2020 | 17         | Adrian Banks          | Happy Casa Brindisi        | 423   |
| 2020-2021 | 15         | Miro Bilan            | Bando di Sardegna Sassari  | 538   |
| 2021-2022 | 16         | Naz Mitrou-Long       | Germani Basket Brescia     | 609   |
| 2022-2023 | 16         | Frank Bartley         | Pallacanestro Trieste 2004 | 565   |

### Migliore media punti/partite
| Stagione  | Nº squadre | Nome              | Squadra                    | Media punti |
| --------- | ---------- | ----------------- | -------------------------- | ----------- |
| 1988-1989 | 16         | Oscar Schmidt     | Snaidero Caserta           | 36,57       |
| 1989-1990 | 16         | Oscar Schmidt     | Phonola Caserta            | 33,08       |
| 1990-1991 | 16         | Michael Young     | Panasonic Reggio Calabria  | 34          |
| 1991-1992 | 16         | Oscar Schmidt     | Branca Pavia               | 38,62       |
| 1992-1993 | 16         | Larry Middleton   | Marr Rimini                | 26,04       |
| 1993-1994 | 16         | Mario Boni        | Bialetti Montecatini       | 30,47       |
| 1994-1995 | 14         | Arijan Komazec    | Cagiva Varese              | 33,72       |
| 1995-1996 | 14         | Carlton Myers     | TeamSystem Bologna         | 26,92       |
| 1996-1997 | 14         | Steve Burtt       | Genertel Trieste           | 34,12       |
| 1997-1998 | 14         | Mike Mitchell     | Cfm Reggio Emilia          | 24,08       |
| 1998-1999 | 14         | Vincenzo Esposito | Termal Imola               | 24,48       |
| 1999-2000 | 16         | Vincenzo Esposito | Lineltex Imola             | 30,93       |
| 2000-2001 | 18         | Vincenzo Esposito | Lineltex Imola             | 28          |
| 2001-2002 | 19         | Louis Bullock     | Adecco Milano              | 24,86       |
| 2002-2003 | 18         | Boris Gorenc      | Metis Varese               | 22,38       |
| 2003-2004 | 18         | Charlie Bell      | Mabo Livorno               | 25,53       |
| 2004-2005 | 18         | Drew Nicholas     | Solidago Livorno           | 22,82       |
| 2005-2006 | 18         | Lynn Greer        | Carpisa Napoli             | 23,47       |
| 2006-2007 | 18         | Rick Apodaca      | Legea Scafati              | 19,76       |
| 2007-2008 | 18         | Clay Tucker       | Siviglia Wear Teramo       | 21          |
| 2008-2009 | 16         | Michael Hicks     | Scavolini Pesaro           | 18,77       |
| 2009-2010 | 16         | Gary Neal         | Benetton Treviso           | 19,40       |
| 2010-2011 | 16         | James White       | Dinamo Sassari             | 21          |
| 2011-2012 | 17         | Andre Smith       | Otto Caserta               | 18,40       |
| 2012-2013 | 16         | Donell Taylor     | Trenkwalder Reggio Emilia  | 19,10       |
| 2013-2014 | 16         | Drake Diener      | Banco di Sardegna Sassari  | 19,43       |
| 2014-2015 | 16         | Tony Mitchell     | Dolomiti Energia Trento    | 20,72       |
| 2015-2016 | 16         | Austin Daye       | Consultinvest Pesaro       | 21,29       |
| 2016-2017 | 16         | Marcus Landry     | Germani Brescia            | 19,57       |
| 2017-2018 | 16         | Jason Rich        | Sidigas Avellino           | 18,44       |
| 2018-2019 | 16         | Frank Gaines      | Acqua S. Bernardo Cantù    | 20,3        |
| 2019-2020 | 17         | Adrian Banks      | Happy Casa Brindisi        | 21,2        |
| 2020-2021 | 15         | D'Angelo Harrison | Happy Casa Brindisi        | 18,4        |
| 2021-2022 | 16         | Marcus Keene      | Openjobmetis Varese        | 18,7        |
| 2022-2023 | 16         | Frank Bartley     | Pallacanestro Trieste 2004 | 19,5        |

## Record
- Massimo numero di punti segnati: 1417 (Dražen Dalipagić, 1987-88)
- Migliore media punti a partita: 38.62 (Oscar Schmidt, 1991-92)

## Giocatori
Di seguito la classifica dei giocatori plurivincitori.
| Pos. | Giocatore           | Titoli | Anni                                           |
| ---- | ------------------- | ------ | ---------------------------------------------- |
| 1.   | Oscar Schmidt       | 7      | 1984 - 1985 - 1986 - 1987 - 1989 - 1990 - 1992 |
| 2.   | Bob Morse           | 6      | 1973 - 1974 - 1975 - 1979 - 1980 - 1981        |
| 3.   | Sergio Stefanini    | 4      | 1951 - 1952 - 1953 - 1954                      |
| 4.   | Chuck Jura          | 3      | 1976 - 1977 - 1978                             |
| 4.   | Vincenzo Esposito   | 3      | 1999 - 2000 - 2001                             |
| 6.   | Romeo Romanutti     | 2      | 1950 - 1956                                    |
| 6.   | Tony Vlastelica     | 2      | 1957 - 1958                                    |
| 6.   | Nino Cescutti       | 2      | 1960 - 1962                                    |
| 6.   | Paolo Vittori       | 2      | 1961 - 1965                                    |
| 6.   | Gianfranco Lombardi | 2      | 1964 - 1967                                    |

## Squadre
Di seguito la classifica delle squadre vincitrici di almeno 2 titoli.
Statistiche aggiornate alla stagione 2021-2022 conclusa.
| Pos. | Squadra               | Titoli | Giocatori                                               |
| ---- | --------------------- | ------ | ------------------------------------------------------- |
| 1.   | Pall. Varese          | 11     | 1 Zorzi, 6 Morse, 1 Magee, 1 Komazec, 1 Gorenc, 1 Keene |
| 2.   | Olimpia Milano        | 9      | 2 Romanutti, 4 Stefanini, 2 Vittori, 1 Bullock          |
| 3.   | Juvecaserta           | 7      | 6 Schmidt, 1 Smith                                      |
| 4.   | V.L. Pesaro           | 6      | 1 Vlastelica, 1 Inniss, 2 Cescutti, 1 Hicks, 1 Daye     |
| 5.   | Virtus Bologna        | 4      | 2 Lombardi, 1 Fultz, 1 Fredrick                         |
| 6.   | Libertas Livorno 1947 | 3      | 1 Rajković, 1 Bell, 1 Nicholas                          |
| 6.   | Milano 1958           | 3      | 3 Jura                                                  |
| 6.   | A. Costa Imola        | 3      | 3 Esposito                                              |
| 9.   | Pall. Cantù           | 2      | 1 Vlastelica, 1 Gaines                                  |
| 9.   | Pall. Treviso         | 2      | 1 Toso, 1 Neal                                          |
| 9.   | Petrarca              | 2      | 1 Moe, 1 Korać                                          |
| 9.   | Fortitudo Bologna     | 2      | 1 Schull, 1 Myers                                       |
| 9.   | Pall. Reggiana        | 2      | 1 Mitchell, 1 Taylor                                    |
| 9.   | Dinamo Sassari        | 2      | 1 White, 1 Diener                                       |
| 9.   | Viola R. Calabria     | 2      | 1 Caldwell, 1 Oliver                                    |
| 9.   | N.B. Brindisi         | 2      | 1 Banks, 1 Harrison                                     |